# بريودي
 بريودي ، (بالفرنسية: Brioude)‏، (نطق:bʁijud)، هي بلدية فرنسية في إقليم لوار العليا، في منطقة أوفيرن في جنوب وسط فرنسا. تقع على ضفاف نهر اللير، رافد نهر لوار.

## أعلام
- هيلين ري
- أفيتوس
- بيير فنسنت
- رومان بارديه